# Was nützt die Liebe in Gedanken
Was nützt die Liebe in Gedanken (engelska Love in Thoughts) är en tysk film i regi av Achim von Borries skriven av Annette Hess och Hendrik Handloegten. Den släpptes i Tyskland den 12 februari 2004. Filmen är baserad på en sann historia, den så kallade "Skoltragedin i Steglitz" (1927).

## Handling
Bästa vännerna, den öppet homosexuella aristokratpojken Günther och Paul tillsammans med Günthers syster Hilde tillbringar en helg i ett sommarhus på landet, utanför Berlin. Paul är fascinerad av Hilde och blir kär i henne. Och till en början ser det ut som att Pauls känslor är besvarade. Men Hilde älskar en annan. I hemlighet träffar hon en ung, snygg pojke som heter Hans - Günthers tidigare älskare. Under en stor fest i sommarhuset, ansluter Hans överraskande, men då sätts en berg-och-dalbana av känslor igång och allt slutar i en tragedi. Frågan är vad som egentligen hände. 

## Roller
- Daniel Brühl - Paul Krantz
- August Diehl - Günther Scheller
- Anna Maria Mühe - Hilde Scheller
- Thure Lindhardt - Hans